# Cinéma 4-D
Ne doit pas être confondu avec Cinema 4D.

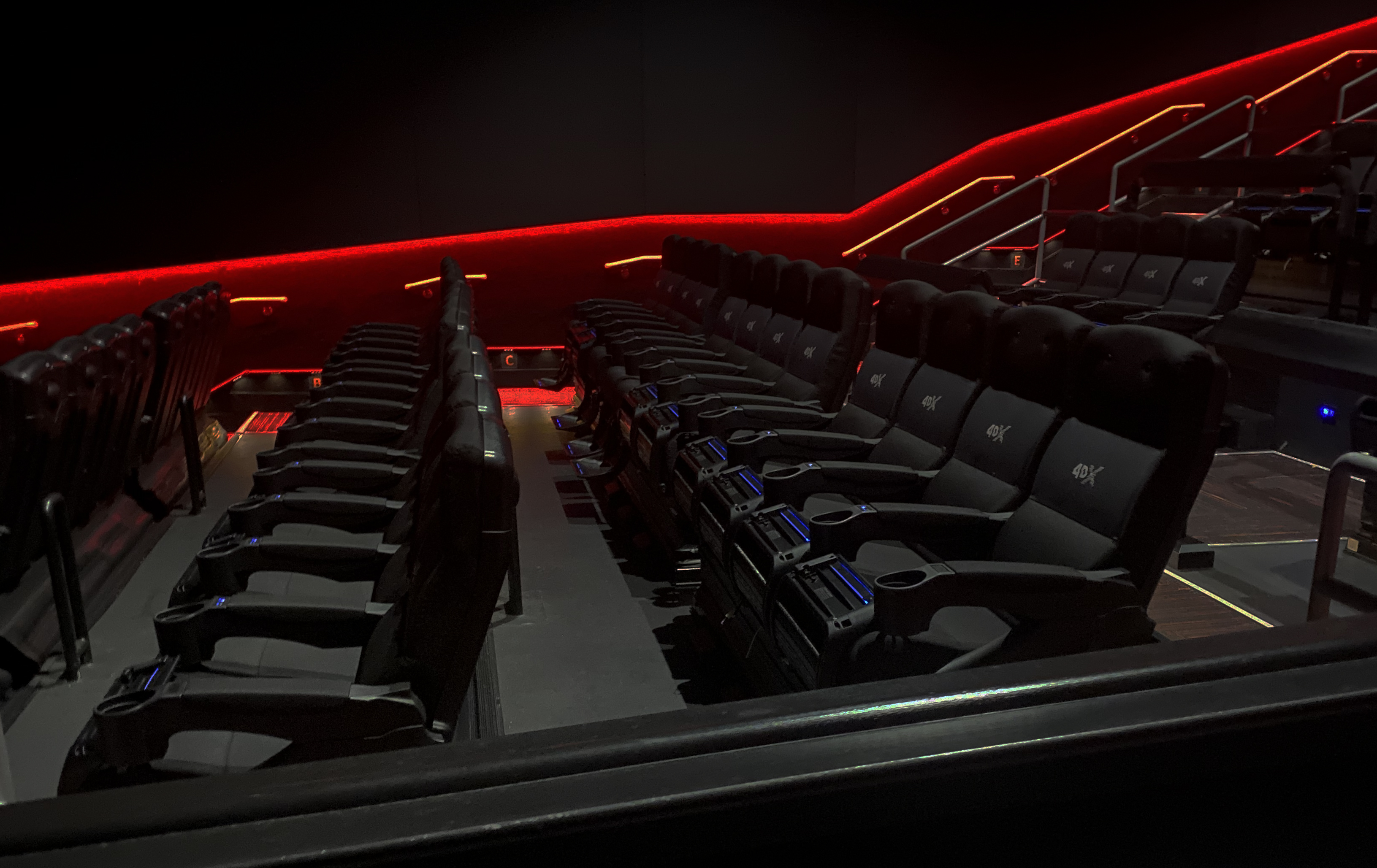
Salle 4-D dotée de sièges améliorés par le mouvement et d'une technologie olfactive multisensorielle.

Le Cinéma 4-D est un terme marketing qui désigne un type de cinéma 3-D conventionnel (hauteur + largeur + profondeur) auquel on a ajouté une « quatrième dimension » multisensorielle, regroupant entre autres des odeurs, des effets d'eau, et des mouvements et vibrations du fauteuil.

## Principe
Ce type de cinéma nécessite une salle équipée d'un matériel spécifique permettant des effets sensoriels qui, combiné avec le film, crée un effet plus immersif. En raison du prix élevé d'installations de ce genre de salles, les films 4-D sont installés dans les parcs d'attractions qui présentent alors un même film sur plusieurs saisons, mais des petites salles (12 à 24 places) commencent à apparaître dans des centres commerciaux et en 2018 dans une douzaine de cinémas Gaumont en France.
Les effets spéciaux sont synchronisés à la projection afin de simuler du vent, de la pluie, des odeurs, des tremblements divers, ou même des sensations de coups en même temps que le spectateur voit l'action.
Les cinémas 4-D ne sont pas des simulateurs de mouvements car, même si les sièges peuvent vibrer ou parfois se basculer légèrement, ce ne sont là que des effets utilisés ponctuellement. Les mouvements peuvent aussi être du temps réel grâce à un nouveau produit de vérins électriques utilisés pour des simulateurs de courses.

## Historique
En plus de la stéréoscopie, depuis la création du cinéma et des attractions que les exploitants de salles ont souhaité renforcer afin de rester concurrentiels notamment par rapport à la télévision ou au Home cinema, certaines innovations souvent étranges ont été exploitées parmi lesquelles, on note l'odorama, l'Immersion (réalité virtuelle) avec ou sans retour d'interactivité, ou encore le Sensurround. Ainsi, les principaux sens humains ont été sollicités : vue, ouïe, odorat, toucher...

## Sélection de films 4-D

### Amérique du Nord
- Borg Invasion 4D (2004), à "Star Trek: The Experience" au Las Vegas Hilton
- Chérie, j'ai rétréci le public (1994), à Epcot et Disneyland
- The Curse of Skull Rock (2009), à Drayton Manor
- Haunted Lighthouse (2003), à SeaWorld San Antonio et Flamingo Land
- In Search of the Secret Formula, à World of Coca-Cola, d'Atlantan
- It's Tough to be a Bug! (1998), à Disney's Animal Kingdom et Disney California Adventure
- Muppet's Vision 3D (1991), à Disney's Hollywood Studios et Disney California Adventure
- Pirates 4D (1999), à Busch Gardens Africa, Phantasialand, Thorpe Park, et SeaWorld San Antonio
- 1, rue Sésame 4D Movie Magic, à SeaWorld San Diego
- Pandadroom Planet SOS/Pandavision (2002), à Sea World, Hansa-Park et Efteling
- Shrek 4-D (2003), à Universal Studios Florida, Universal Studios Hollywood, Warner Bros. Movie World
- Skies Over Texas (2006), à Tower of the Americas
- SpongeBob SquarePants 4-D, à Six Flags Over Texas, Moody Gardens, Shedd Aquarium, Six Flags Great Adventure, Adventure Aquarium et Noah's Ark Water Park
- Terminator 2 3D: Battle Across Time (1996), à Universal Studios Florida, Universal Studios Hollywood
- Spy Kids 4: All the Time in the World
- Captain EO (version 2010), à Epcot et Disneyland
- Pirates 4D (1999), à Busch Gardens Europe
- ENERGIA L'âme de la terre (2009), à la Cité de l'énergie

### Asie
- Biohazard 4D Executer (2000), peut-être vu dans la plupart des cinémas des parcs d'attraction du Japon.
- Chérie, j'ai rétréci le public (1994), à Tokyo Disneyland
- The Magic Lamp Theatre (2001), à Tokyo DisneySea
- Mickey's PhilharMagic (2003), à Hong Kong Disneyland
- 1, rue Sésame 4D Movie Magic, à Universal Studios Japan
- Shrek 4-D (2003), à Universal Studios Japan
- Terminator 2 3D: Battle Across Time (1996), à Universal Studios Japan
- Captain EO (version 2010), à Tokyo Disneyland

### Europe
- Chérie, j'ai rétréci le public (1999), au Parc Disneyland
- Le Hobbit : la Bataille des Cinq Armées (2014), au Parc Disneyland
- SpongeBob SquarePants 4-D, à Movie Park Germany, Walibi Belgium
- Rokken Roll ', à Walibi Belgium
- Arthur, l'Aventure 4D (2009), au Futuroscope
- London Eye 4D Experience (2009), à Londres
- Le voyage extraordinaire de Samy (2010-2014), à Europa Park
- Le carrousel du temps 4D (2015), à Europa Park
- Speedzayolo[1], au Pal, à Dompierre-sur-Besbre
- Voyage au centre de la Plante[2], à Terra Botanica, à Angers
- Le Petit Prince (2011), au Futuroscope
- Captain EO (version 2010), au Parc Disneyland
- TIGRRR au Parc des félins de Nesles (77)
- Ciné'Up au Hameau Duboeuf
- New Marvel Super Heroes (2012), au musée Madame Tussauds à Londres
- 4D Experience au C42 show-room de Citroën aux Champs Elysées
- Le Réveil des Géants d'Auvergne à Vulcania
- Dragon Ride à Vulcania
- La Maison du Volcan à l'Ile de la Réunion
- Aux Origines, au Volcan de Lemptégy, Auvergne
- Cinéma IMAX (4DX), Andel, République tchèque
- Ciné 4D au parc Casela à l'Ile Maurice
- L'Âge de Glace, Le Temps des Dinosaures, l'Expérience 4D au Futuroscope
- Attention Menhir au Parc Astérix